# Estrées-la-Campagne
Estrées-la-Campagne (ɛ.tʁe.la.kɑ̃.paɲⓘ) es una población y comuna francesa, situada en la región de Baja Normandía, departamento de Calvados, en el distrito de Caen y cantón de Bretteville-sur-Laize.

## Demografía
| 158 | 170 | 172 | 168 | 158 | 176 |
| Para los censos de 1962 a 1999 la población legal corresponde a la población sin duplicidades (Fuente: INSEE [Consultar]) |     |     |     |     |     |